# Буйонвиль
Буйонви́ль (фр. Bouillonville) — коммуна во французском департаменте Мёрт и Мозель региона Лотарингия. Относится к  кантону Тиокур-Реньевиль.	

## География
Буйонвиль расположен в 32 км к юго-западу от Меца и в 38 км к северо-западу от Нанси. Стоит у места впадения Мадин в Рюп-де-Ма. Соседние коммуны: Ксамм на севере, Тиокур-Реньевиль и Жолни на северо-востоке, Эзре-э-Мезре и Панн на юго-западе, Бене-ан-Воевр на северо-западе.

## История

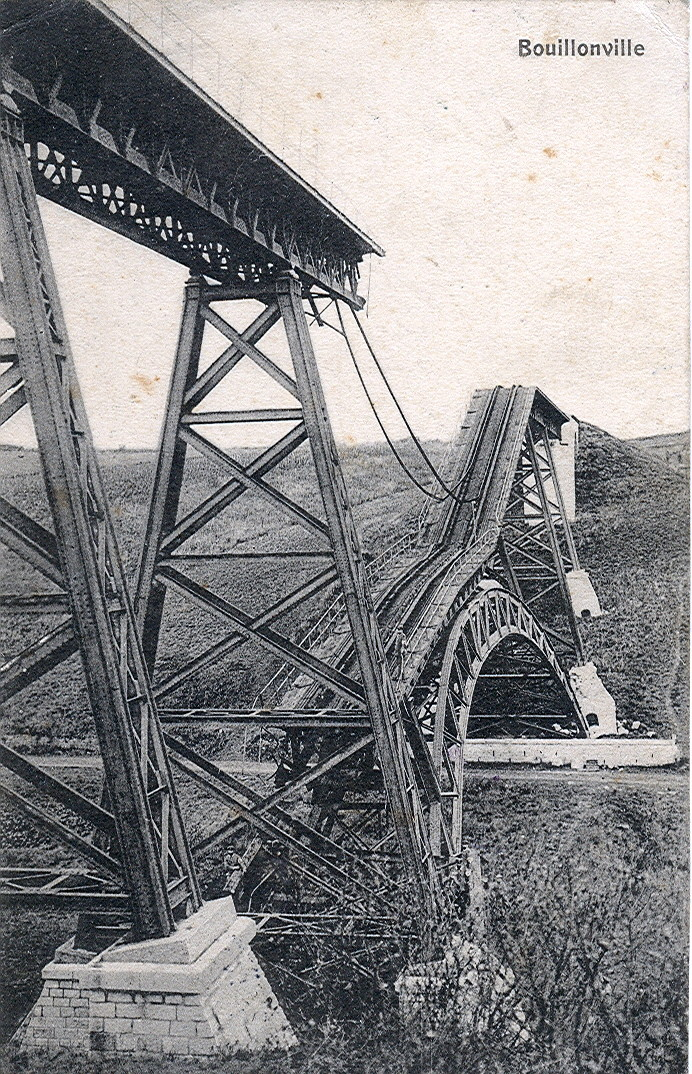
Железнодорожный мост в Буйонвиле, разрушенный во время Первой мировой войны. Почтовая карточка, датированная 11.3.1915.

- На территории коммуны находятся следы галло-романской и франкской культур.

## Демография
Население коммуны на 2010 год составляло 127 человек.
| 1962 | 1968 | 1975 | 1982 | 1990 | 1999 | 2010 |
| ---- | ---- | ---- | ---- | ---- | ---- | ---- |
| 112  | 102  | 85   | 76   | 80   | 91   | 127  |

## Достопримечательности

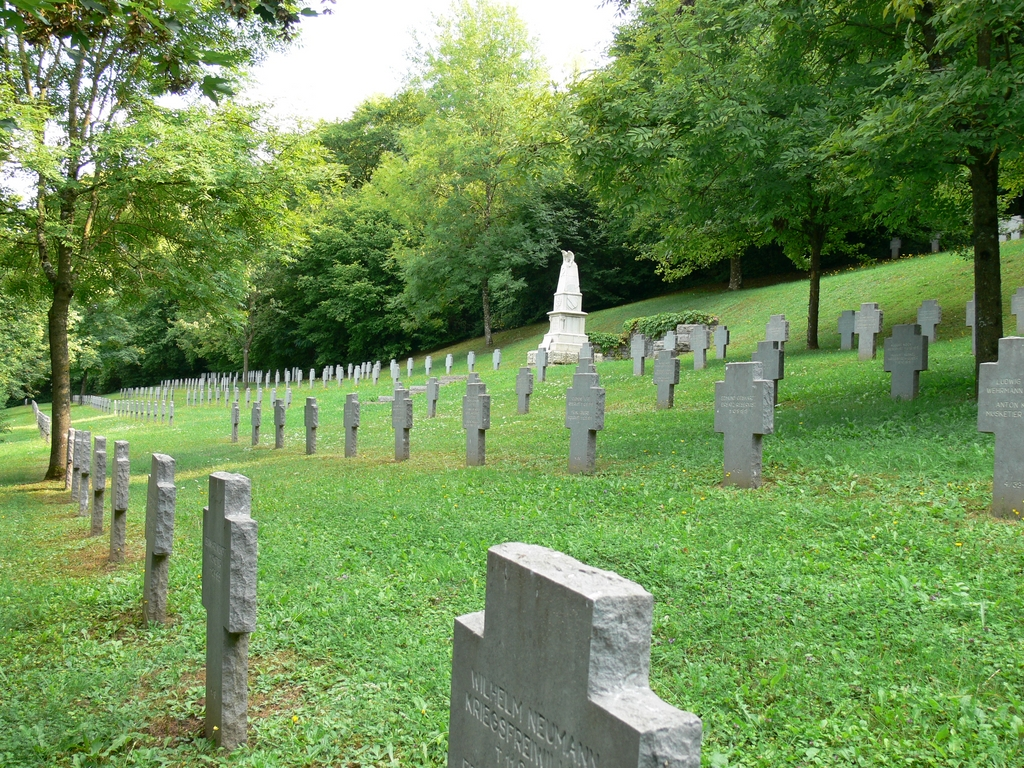
Германское военное кладбище в Буйонвиле.

- Германское военное кладбище времён Первой мировой войны, 1 368 могил.
- Церковь XVIII века, придел XIX века.